# Чаплінек (гміна)
Гміна Чаплінек (пол. Gmina Czaplinek) — місько-сільська гміна у північно-західній Польщі. Належить до Дравського повіту Західнопоморського воєводства.
Станом на 31 грудня 2011 у гміні проживало 11986 осіб.

## Територія
Згідно з даними за 2007 рік площа гміни становила 364.72 км², у тому числі:
- орні землі: 40.00%
- ліси: 40.00%

Таким чином, площа гміни становить 20.59% площі повіту.

## Населення
Станом на 31 грудня 2011:
| Опис     | Загалом | Загалом | Чоловіки | Чоловіки | Жінки | Жінки |
| -------- | ------- | ------- | -------- | -------- | ----- | ----- |
| одиниця  | осіб    | %       | осіб     | %        | осіб  | %     |
| все      | 11986   | 100     | 5890     | 49.14    | 6096  | 50.86 |
| міське   | 7145    | 100     | 3430     | 48.01    | 3715  | 51.99 |
| сільське | 4841    | 100     | 2460     | 50.82    | 2381  | 49.18 |

## Сусідні гміни
Гміна Чаплінек межує з такими гмінами: Барвіце, Борне-Суліново, Валч, Вешхово, Злоценець, Островіце, Полчин-Здруй, Ястрове.